# بطولة ويمبلدون 1910
قائمة ببطولات ويمبلدون لسنة 1910:

## فردي رجال
أنتوني ويلدنغ هزم  أرثر جور. النتيجة: 6-4 7-5 4-6 6-2

## فردي سيدات
دوروثيا لامبرت شامبرس هزمت  دورا بوثبي. النتيجة: 6-2, 6-2